# Somonino
Somonino (in casciubo Somònino, ted. Somlin) è un comune rurale polacco del distretto di Kartuzy, nel voivodato della Pomerania.
Ricopre una superficie di 112,27 km² e nel 2022 contava 11 204 abitanti.
Il casciubo è riconosciuto e tutelato nel comune come lingua della minoranza.